# Schizocosa cecilii
Schizocosa cecilii is een spinnensoort uit de familie van de wolfspinnen (Lycosidae).
De wetenschappelijke naam van de soort werd in 1901 als Lycosa cecilii gepubliceerd door Reginald Innes Pocock.